# DeFuniak Springs
De Funiak Springs é uma cidade localizada no estado americano da Flórida, no condado de Walton, do qual é sede. Foi incorporada em 1901.

## Geografia
De acordo com o United States Census Bureau, a cidade tem uma área de 36,6 km², onde 35,6 km² estão cobertos por terra e 1 km² por água.

### Localidades na vizinhança
O diagrama seguinte representa as localidades num raio de 40 km ao redor de De Funiak Springs.

## Demografia
Segundo o censo nacional de 2010, a sua população é de 5 177 habitantes e sua densidade populacional é de 145,5 hab/km², o que a torna a localidade mais populosa e mais densamente povoada do condado de Walton. Possui 2 713 residências, que resulta em uma densidade de 76,2 residências/km².